# التقسيم الإداري في جمهورية إفريقيا الوسطى
تنقسم جمهورية أفريقيا الوسطى إلى 14 محافظة (préfectures) مع محافظتين اقتصاديتين (préfectures economiques) وشعبية مستقلة (commune) وتنقسم المحافظات إلى 71 محافظات فرعية (بالفرنسية: sous-préfectures).

## المحافظات
| المحافظة | المحافظة الإقتصادية                                         | الشعبية(العاصمة)  | الخريطة |
| --- | ----------------------------------------------------------- | ----------------- | ------- |
| 1. بامينجي بانجوران (Bamingui-Bangoran) 2. باسي كوتو (Basse-Kotto) 3. هوت مبومو (Haute-Kotto) 4. هوت كوتو (Haut-Mbomou) 5. كيمو (Kémo) 6. لوبايه (Lobaye) 7. مامبرة كاديي (Mambéré-Kadéï) 8. مبومو (Mbomou) 9. نانا مامبيري (Nana-Mambéré) 10. اومبلامبوكو (Ombella-M'Poko) 11. أواكا (Ouaka) 12. أوهام (Ouham) 13. أوهام بندي (Ouham-Pendé) 14. فاكاجا (Vakaga) | - نانا-جريبيزي (Nana-Grébizi) - سانغا-مبارى (Sangha-Mbaéré) | - بانجي (Bangui ) |         |

المحافظتين هما نانا-غريبزي (Nana-Grébizi ) وسانغامبري (Sangha-Mbaéré) والشعبية هي بانغي (Bangui) .